# Omar del Valle Colosio
Omar Del Valle Colosio (Magdalena de Kino, Sonora; 24 de diciembre de 1978) es un economista y político mexicano. Ex secretario de Infraestructura y Desarrollo Urbano del estado de Sonora desde junio de 2023 a enero de 2024, y previamente fue Secretario de Hacienda del mismo estado, en la administración del gobernador Dr. Alfonso Durazo Montaño. Actualmente es diputado local plurinominal y presidente de la mesa directiva en el Congreso de Sonora por el Partido Verde Ecologista de México, en la LXIV Legislatura 2024-2027.    

## Biografía
Omar nació en Magdalena de Kino el 24 de diciembre de 1978, siendo el quinto de seis hermanos, en el seno de una familia de una importante tradición política y de presencia en la comunidad. Su abuelo, Luis Colosio Fernández, fue presidente municipal de Magdalena de Kino y senador de la República. Su padre, Antonio Del Valle, fue médico familiar y rural, y se desempeñó realizando práctica privada y comunitaria en Magdalena de Kino. Su madre Martha Colosio, fue una figura relevante dentro de la comunidad, quien además de ayudar a su esposo en la administración de su consultorio, era reconocida por su constante ayuda y apoyo a diversos grupos de la sociedad. 
Omar es también sobrino de Luis Donaldo Colosio Murrieta, que fue un político y economista mexicano, miembro del Partido Revolucionario Institucional, que se desempeñó como diputado, senador, presidente del partido y titular de la Secretaría de Desarrollo Social de México. 

## Estudios
Realizó su educación primaria y secundaria en instituciones públicas en Magdalena de Kino, y finalizó la preparatoria, también pública, en Hermosillo, Sonora. Cursó sus estudios universitarios en el Instituto Tecnológico y de Estudios Superiores de Monterrey, Campus Monterrey, donde obtuvo la Licenciatura en Economía en el año 2003. Posteriormente, obtuvo una Maestría en Política Pública en la Universidad de Georgetown, en Washington D. C., en los Estados Unidos, en el año 2006. Vale la pena mencionar que su educación profesional y el posgrado los realizó gracias a becas académicas que obtuvo por su sobresaliente desempeño. 
Omar del Valle Colosio cuenta además con otros diplomados como el de Finanzas Corporativas, cursado en el Instituto Tecnológico Autónomo de México; de estructuración de proyectos esquema asociación público-privado, por el Instituto Tecnológico y de Estudios Superiores de Monterrey;  y un certificado en análisis de políticas públicas para microfinanzas, por la Universidad de Harvard, Escuela Ejecutiva JFK, en Boston, Estados Unidos. 

## Trayectoria profesional

### Banco Mundial
En el año 2006 Omar Del Valle Colosio ingresó al Banco Mundial con sede en Washington D. C., como consultor en la Unidad de Pobreza y Desarrollo Económico. Trabajó durante un año en este organismo internacional, donde colaboró en diversos proyectos internacionales y donde adquirió experiencia en agendas de cooperación y desarrollo. 

### Iniciativa Privada
En el año 2007 se incorporó a CG/LA Infrastructure LCC, con sede en Washington D. C.. Dicha organización apoya a compañías en la ejecución de proyectos de infraestructura. Entre el año 2007 y 2009 fue director de Negocios en Agua y Energía, y entre el 2009 y el 2011 fue director general para América Latina. Desde su posición, apoyó la gestión de más de 65 cuentas de clientes de sectores público, privado y multilateral en diversos asuntos.
Entre el año 2019 y 2020 fue Director de Banca de Inversión en la Casa de Bolsa Finamex SAB, con sede en la Ciudad de México. Fue el creador y jefe de la unidad de banca de inversión en esta organización. Colaboró en el desarrollo de negocios con valor de más de 20 mil mdp en financiamiento corporativo y estructurado. 

### Sector Público
Entre el año 2013 y 2016 fue director general Adjunto de Desarrollo Carretero en la Secretaría de Comunicaciones y Transportes, donde coordinó la estructuración y ejecución de licitaciones para nuevas concesiones carreteras con valor superior a los 20 mil mdp; dirigió la preparación técnica y ambiental de proyectos de inversión; y ejecutó consultas indígena par la autorización social de proyectos de inversión, entre otros logros.
Entre los años 2016 y 2019 fue Director general Adjunto de la Unidad de Crédito Público en la Secretaría de Hacienda y Crédito Público. Entre otras responsabilidades y logros, Omar rediseñó el modelo de negocio y plan de financiamiento de FONADIN, y  fue jefe de la política de infraestructura para el financiamiento de proyectos y coberturas especiales con participación del gobierno Federal.

## Regreso a Sonora
En el año 2020 asumió la dirigencia de Partido Verde Ecologista de México en Sonora, y durante el proceso electoral estatal en 2021 coordinó los grupos de análisis de inversión e infraestructura. 
En el año 2021 el Gobernador Electo Dr. Alfonso Durazo Montaño invitó a Omar a ser parte de su proyecto, y lo nombró Coordinador general de transición de Gobierno y posteriormente asumió el cargo como secretario de Hacienda del Estado de Sonora.

### Secretaría de Hacienda de Sonora
Asumió el cargo de secretario de Hacienda el 13 de septiembre de 2021 y junto al Gobernador impulsó el presupuesto social más grande en la historia de la entidad. Este logro ha podido beneficiar directamente a los más necesitados.  Lo anterior se logró gracias a un saneamiento de las finanzas del Estado y  una gestión con los principios de austeridad, transparencia y responsabilidad.
Del Valle Colosio fue parte fundamental para que desde el gobierno estatal y con la aprobación del Congreso Local, se obtuviera un crédito por 2,100 millones de pesos destinados a infraestructura, atendiendo las necesidades prioritarias de los sonorenses mediante obra pública. 

### Secretario de infraestructura y Desarrollo Urbano
En junio de 2023 asumió el cargo de Secretario de Infraestructura y Desarrollo Urbano de Sonora. Una de sus principales responsabilidades es la ejecución de un presupuesto de 2,100 mdp con obras de rehabilitación fundamentales para el estado, así como la generación de infraestructura estratégica para elevar la competitividad de Sonora. 

## Congreso de Sonora
Omar Del Valle Colosio es diputado local en el Congreso de Sonora por el Partido Verde Ecologista de México, por la vía de representación proporcional. Desde el inicio de la LXIV Legislatura, fue elegido presidente de la mesa directiva. 